# Hákon Arnar Haraldsson
Hákon Arnar Haraldsson (ur. 10 kwietnia 2003 w Raufoss) – islandzki piłkarz urodzony w Norwegii  grający na pozycji ofensywnego pomocnika w Lille OSC.

## Sukcesy

### FC København
- Mistrz Danii: 2021/2022
- Puchar Danii: 2022/2023
- Mistrz Danii: 2022/2023[3]